# Montigny-sous-Marle
Montigny-sous-Marle è un comune francese di 74 abitanti situato nel dipartimento dell'Aisne della regione dell'Alta Francia.

## Società

### Evoluzione demografica
Abitanti censiti